# Inostrancevia
Inostrancevia — викопний рід великих м'ясоїдних терапсидів, що населяв територію сучасної європейської частини Росії та Південної Африки у пізню пермську епоху. Перші відомі скам'янілості цього горгонопса були знайдені в 1890-х роках у сточищі Північної Двіни, де були виявлені два майже повних скелети. Згодом на різних теренах було знайдено ще низку викопних матеріалів, які призвели до плутанини щодо точної кількості видів, до того, як три з них були офіційно визнані: I. alexandri, I. latifrons та I. uralensis. Дослідження 2023 року, проведені в Південній Африці, виявили досить добре збережені рештки роду, які відносять до окремого виду — I. africana. Ізольована ліва верхня щелепа дозволяє припустити, що Inostrancevia також мешкала в Танзанії в ранньому лопінгу. Перші рештки були відкриті російським палеонтологом В. П. Амалицьким в 1898 та описані в 1922 році. Назву роду дано на честь російського палеонтолога А. Іностранцева, який описав таксон.
Іностранцевія — найбільший з відомих горгонопсів, найбільші викопні екземпляри якого сягають приблизно від 3 м до 3,5 м завдовжки. Тварина характеризується міцним скелетом, широким черепом і дуже розвиненим зубним рядом, з великими іклами, що могли сягати 15 см завдовжки й, ймовірно, використовувалися для здирання шкіри зі здобичі. Як і більшість інших горгонопсів, Inostrancevia мала особливо великий кут розкриття щелепи, що дозволяло наносити смертельні укуси.
Рід спочатку класифікувався як близький до африканських таксонів, таких як Gorgonops або Rubidgeinae, але філогенетичні аналізи, опубліковані 2018 року, розглядають його приналежним до групи похідних російських горгонопсів, разом з іншими родами, як Suchogorgon, Sauroctonus і Pravoslavlevia. Доісторичні російські та південноафриканські фауни, де зустрічалася Inostrancevia, були річковими екосистемами з численними іншими тетраподами, де вона, ймовірно, була найвищим хижаком.

## Опис

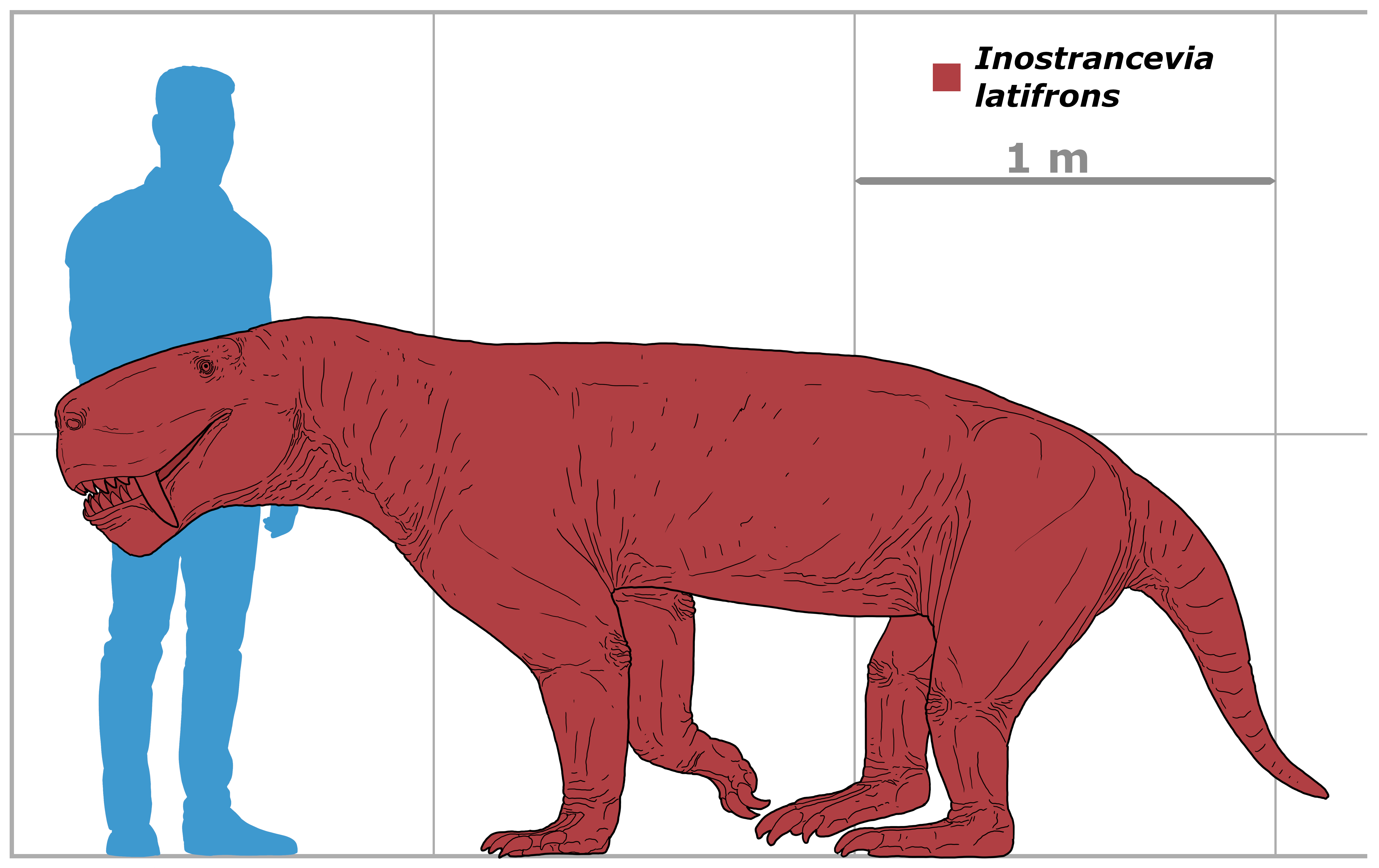
Діаграма, що демонструє розміри I. latifrons у порівнянні з людиною

Іностранцевія — горгонопс з досить міцною морфологією, іспанський палеонтолог Маурісіо Антон описує їх як «збільшену версію» Lycaenops. Горгонопси мали міцний скелет, але довгі, як для терапсидів, кінцівки, дещо схожі на собачі, хоча і з вивернутими назовні ліктями. Невідомо, чи були нессавцеві терапсиди, такі як горгонопси, вкриті волоссям чи ні.
Зразки PIN 2005/1578 і PIN 1758, що належали виду I. alexandri, є одними з найбільших і найповніших скам'янілостей горгонопсів, виявлених на сьогодні. Обидва екземпляри мають довжину близько 3 м, причому тільки черепи сягають понад 50 см завдовжки. Однак I. latifrons, хоч і відомий за більш фрагментарними зразками, за оцінками, мав ще більші розміри: довжина його черепа становила 60 см — це вказує на те, що він мав би сягати 3,5 м і важити 300 кг. Розміри I. uralensis невідомі через дуже неповні рештки, але, схоже, він був менший за I. latifrons.